# Kanton Romainville
Der Kanton Romainville war von 1967 bis 2015 ein französischer Wahlkreis im Arrondissement Bobigny, im Département Seine-Saint-Denis und in der Region Île-de-France. Er war 3,44 km² groß und hatte (2006) 25.199 Einwohner, was einer Bevölkerungsdichte von 7325 Einwohnern pro km² entsprach. Der Kanton bestand ausschließlich aus der Stadt Romainville.

## Bevölkerungsentwicklung
| 1962   | 1968   | 1975   | 1982   | 1990   | 1999   | 2006   |
| ------ | ------ | ------ | ------ | ------ | ------ | ------ |
| 23.494 | 24.091 | 26.260 | 25.363 | 23.563 | 23.779 | 25.199 |